# Johann Friedrich Carl Dürisch
Johann Friedrich Carl Dürisch (* 7. Juli 1753 in Beesdau; † 11. Oktober 1818 in Chemnitz) war ein sächsischer Amtmann und Rittergutsbesitzer.
Der Kommerzienrat war im ausgehenden 18. Jahrhundert Justizamtmann im sächsischen Amt Chemnitz und im Amt Frankenberg (Sachsen). Als solcher erwarb er käuflich von Heinrich Winckler aus Leipzig am 30. April 1796 das Rittergut Thierbach bei Meineweh, das er gewinnbringend bereits im folgenden Jahr an Gottfried Winckler in Leipzig veräußerte.
Verdienste erwarb sich Dürisch bei der Umwandlung der bisherigen Baumwollmanufakturen in Textilindustriebetriebe im mittelsächsischen Raum.